# Elma (New York)
Elma è un comune degli Stati Uniti d'America, situato nello New York, nella contea di Erie.